# Gefühle (Vicky-Leandros-Album)
Gefühle ist ein Studioalbum der deutsch-griechischen Sängerin Vicky Leandros. Es erschien am 7. April 1997 bei White Records.

## Hintergrund
Für das Studioalbum Gefühle zeichnete Arno Flor als Orchesterleiter der Studioproduktion verantwortlich. Ebenso interpretiert Vicky Leandros auf dem Album A Love So Right von Stevie Woods neu.

## Titelliste
| Nr.          | Titel                                                                               | Autor(en)                                                                   | Produzent(en) | Länge |
| ------------ | ----------------------------------------------------------------------------------- | --------------------------------------------------------------------------- | ------------- | ----- |
| 1.           | Wieviele Nächte werde ich noch weinen                                               | Norbert Hammerschmidt, Vicky Leandros                                       | Jack White    | 3:37  |
| 2.           | Feuer der Gefühle                                                                   | Jack White, Norbert Hammerschmidt, Walter Wessely, Vicky Leandros           | Jack White    | 3:33  |
| 3.           | Günther gestehe                                                                     | Jack White, Norbert Hammerschmidt, Vicky Leandros                           | Jack White    | 3:40  |
| 4.           | Ich fange ohne Dich neu an                                                          | Norbert Hammerschmidt, Vicky Leandros, Evi Droútsa, Stéfanos Korkolís       | Jack White    | 5:33  |
| 5.           | Manolito                                                                            | Jack White, Norbert Hammerschmidt, Vicky Leandros                           | Jack White    | 3:26  |
| 6.           | Liebe                                                                               | Norbert Hammerschmidt, Jerry Rix, Vicky Leandros                            | Jack White    | 3:15  |
| 7.           | Die Liebe stellt keine Fragen                                                       | Jack White, Norbert Hammerschmidt                                           | Jack White    | 3:35  |
| 8.           | Vielleicht                                                                          | Jack White, Norbert Hammerschmidt                                           | Jack White    | 4:01  |
| 9.           | Lass mir die Träume (Coverversion von Louise Dorsey – Dreaming Together)            | Jack White, Norbert Hammerschmidt, Jerry Rix, Vicky Leandros, Louise Dorsey | Jack White    | 3:51  |
| 10.          | So stark hab ich noch nie gefühlt (Coverversion von Stevie Woods – A Love So Right) | Jack White, Norbert Hammerschmidt, Vicky Leandros                           | Jack White    | 4:00  |
| 11.          | Manolito (Dance Remix)                                                              | Jack White, Norbert Hammerschmidt, Vicky Leandros                           | Jack White    | 3:42  |
| Gesamtlänge: | Gesamtlänge:                                                                        | Gesamtlänge:                                                                | Gesamtlänge:  | 51:28 |

## Charts und Chartplatzierungen
| ChartsChartplatzierungen | Höchstplatzierung | Wochen |
| ------------------------ | ----------------- | ------ |
| Deutschland (GfK)        | 42 (7 Wo.)        | 7      |